# Vortioxetina
La vortioxetina és un antidepressiu de la classe dels moduladors i estimuladors de la serotonina (MES). La seva eficàcia es considera similar a la d'altres antidepressius. És d'administració oral. A Espanya està comercialitzat amb el nom de Brintellix.
Els efectes secundaris comuns inclouen nàusees, boca seca, diarrea, restrenyiment, vòmits i disfunció sexual. Els efectes secundaris greus poden incloure suïcidi en menors de 25 anys, síndrome serotoninèrgica, hemorràgia, mania i síndrome de secreció inadequada d'hormona antidiürètica. Es pot produir una síndrome d'abstinència si s'atura bruscament el medicament o es redueix la dosi. Generalment no es recomana l'ús durant l'embaràs i la lactància materna. El mecanisme d'acció de la vortioxetina no es coneix del tot, però es creu que està relacionat amb l'augment dels nivells de serotonina i possiblement amb la interacció amb certs receptors de la serotonina.
Va ser aprovat per a ús mèdic als Estats Units i a la Unió Europea el 2013.